# 텍사스 교과서 보관소

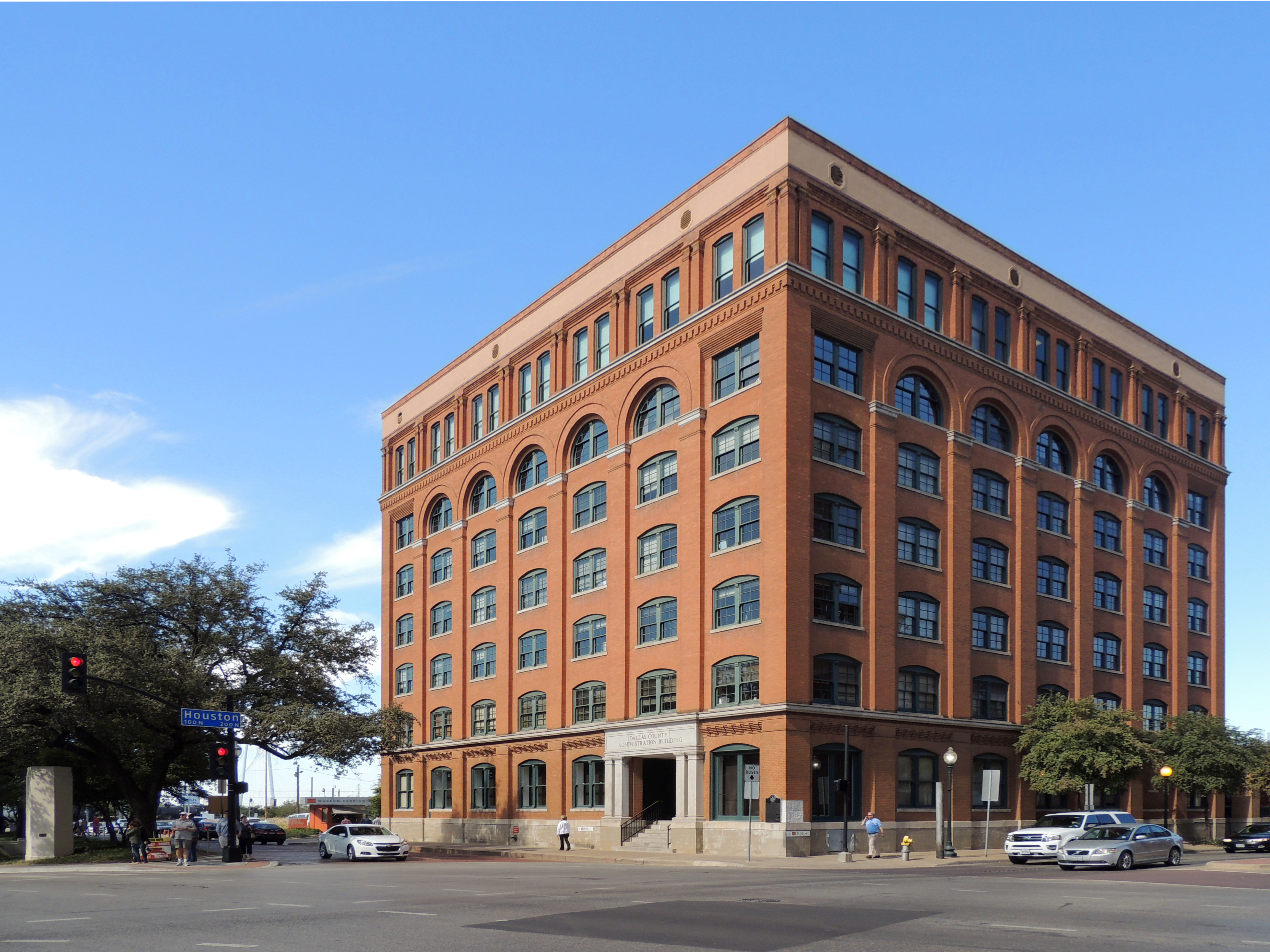
2015년 달라스 카운티 행정 청사, 이전에는 텍사스 보관소였다.

텍사스 교과서 보관소(영어: Texas School Book Depository)는 미국 텍사스주 댈러스에 위치한 건물이다. 이 건물은 존 F. 케네디 미국 대통령 암살 당시 리 하비 오스월드의 유리한 고지였다. 케네디는 1963년 11월 22일에 암살되었다. 워런 위원회는 보관소의 직원 오스월드가 건물의 남동쪽 모퉁이에 있는 6층 창문으로부터 케네디 대통령에게 총을 쏴 치명적인 상처를 입혔다고 결론짓고는 파크랜드 메모리얼 병원에서 사망했다고 결론지었다. 현재는 댈러스군청 청사(영어: Dallas County Administration Building)로 이름이 바뀌었다.
댈러스 시내 엘름 스트리트와 노스 휴스턴 스트리트 북서쪽 모퉁이의 엘름 스트리트 411번지에 위치한 이 건물은 텍사스 역사적 랜드마크이다.